# Pszczelnik wąskolistny
Pszczelnik wąskolistny (Dracocephalum ruyschiana L.) – gatunek rośliny należący do rodziny jasnotowatych.

## Rozmieszczenie geograficzne
Występuje w Eurazji. W Polsce jest gatunkiem rzadkim; rośnie głównie w północno-wschodniej części kraju.

## Morfologia

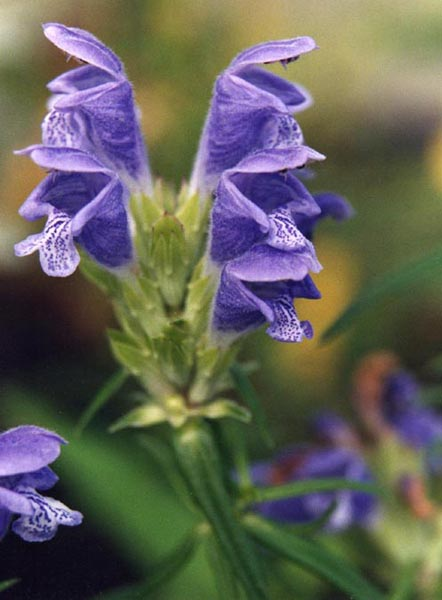
Kwiaty

ŁodygaDo 60 cm wysokości.
LiścieRównowąskolancetowate, tępe, o podwiniętym brzegu.
KwiatyWyrastają w niby-okółkach zebranych w gęsty, szczytowy kwiatostan. Przysadki jajowate lub lancetowate, ostre, orzęsione. Kielich dwuwargowy. Korona kwiatu niebieska, długości ok. 3 cm. Rurka korony prosta, rozdęta u góry. Pręciki owłosione.

## Biologia i ekologia
Bylina. Rośnie w suchych lasach sosnowych. Kwitnie od czerwca do sierpnia. 

## Zagrożenia i ochrona
Roślina objęta w Polsce ścisłą ochroną gatunkową. Umieszczona na Czerwonej liście roślin i grzybów Polski (2006) w grupie gatunków wymierających, krytycznie zagrożonych (kategoria zagrożenia: E). W wydaniu z 2016 roku otrzymała kategorię CR (krytycznie zagrożony).
Znajduje się także w Polskiej Czerwonej Księdze Roślin w kategorii CR (krytycznie zagrożona). Obserwuje się spadek liczby stanowisk i liczebności populacji na dotychczasowych stanowiskach.

## Zastosowanie i uprawa
Czasem jest uprawiany w ogrodach jako roślina ozdobna. Łatwy w uprawie i całkowicie mrozoodporny (strefy mrozoodporności 3-9). Nadaje się na rabaty. Nie ma specjalnych wymagań co do gleby, wymaga natomiast, by wiosną i latem była stale wilgotna.